# Партия на социалистите и демократите
Партията на социалистите и демократите (на италиански: Partito dei Socialisti e dei Democratici) е лявоцентристка социалдемократическа политическа партия в Сан Марино.
Основана е през 2005 година със сливането на Санмаринската социалистическа партия, най-старата партия в страната, и Партията на демократите. На парламентарните избори през 2012 година заема второ място и получава 10 места в парламента.